# José Reyes Baeza

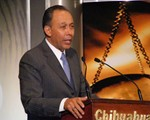
Baeza in 2009

José Reyes Baeza Terrazas (Delicias, 20 september 1961) is een Mexicaans politicus van de Institutioneel Revolutionaire Partij (PRI).
Baeza is afkomstig uit de invloedrijke familie Creel-Terrazas uit de noordelijke deelstaat Chihuahua. Hij studeerde af in de rechten met een eervolle vermelding aan de Autonome Universiteit van Chihuahua. In 1997 werd hij in de Kamer van Afgevaardigden gekozen en een jaar later werd hij burgemeester van Chihuahua. Op 4 juli 2004 werd hij met 56,31% van de stemmen tot gouverneur gekozen, waarmee hij Javier Corral Jurado versloeg, die een coalitie van de rechtse Nationale Actiepartij (PAN) en de linkse Partij van de Democratische Revolutie (PRD) aanvoerde.
Tijdens Baeza's termijn escaleerde het drugsgeweld in Chihuahua, dat nu met grote afstand het hoogste moordcijfer van Mexico heeft. Op 22 februari 2009 overleefde hij zelf een aanslag op zijn leven.
Baeza werd in 2010 opgevolgd door César Duarte Jáquez.
- Library of Congress Control Number: n2009045499
- Virtual International Authority File: 91056613
- WorldCat: E39PBJjt6mkrvrKgDKvphTwwG3